# Caridina meridonalis
Caridina meridonalis е вид десетоного от семейство Atyidae. Видът е почти застрашен от изчезване.

## Разпространение и местообитание
Разпространен е в Китай (Гуандун).
Обитава сладководни басейни и потоци.

## Описание
Популацията на вида е стабилна.